# 이진 (배구 선수)
이진은 대한민국의 배구 선수이다. 2019-20 V리그 3라운드 5순위(화성 IBK기업은행 알토스)로 프로에 입단하였다.